# 新斯洛比德卡
47°48′42″N 35°0′25″E / 47.81167°N 35.00694°E
新斯洛比德卡（烏克蘭語：Новослобідка）是位於烏克蘭東南部的村莊，由扎波羅熱州扎波羅熱区的多林斯凱市鎮負責管轄。該村處於第聶伯河右岸，始建於1859年，面積19.26平方公里，海拔高度57米，2001年人口548。